# Boxmeer vasútállomás
Boxmeer vasútállomás vasútállomás Hollandiában, Boxmeer településen található.

## Vasútvonalak
Az állomást az alábbi vasútvonalak érintik:
- Nijmegen–Venlo-vasútvonal

## Kapcsolódó állomások
A vasútállomáshoz az alábbi állomások vannak a legközelebb:
- Cuijk vasútállomás (északnyugat)
- Vierlingsbeek vasútállomás (délkelet)